# Urzet
Urzet (Isatis L.) – rodzaj roślin należący do rodziny kapustowatych. Należy do niego w zależności od ujęcia ok. 30, 50 lub nawet ok. 90 gatunków. Występują one w południowej i wschodniej Europie, północnej Afryce oraz w Azji, z wyjątkiem jej południowej, tropikalnej części. Centrum różnorodności rodzaju znajduje się w południowo-zachodniej i centralnej Azji. W Turcji występuje co najmniej 30 gatunków. W Polsce jako efemerofit spotykany jest urzet barwierski. Są to rośliny miejsc suchych, piaszczystych i skalistych. 
Urzet barwierski jest rośliną uprawianą jako barwierska od epoki żelaza. Za pomocą fermentowanych liści tego gatunku barwiono tkaniny na kolor indygo, później w zastosowaniu tym gatunek ten zastąpił indygowiec barwierski.

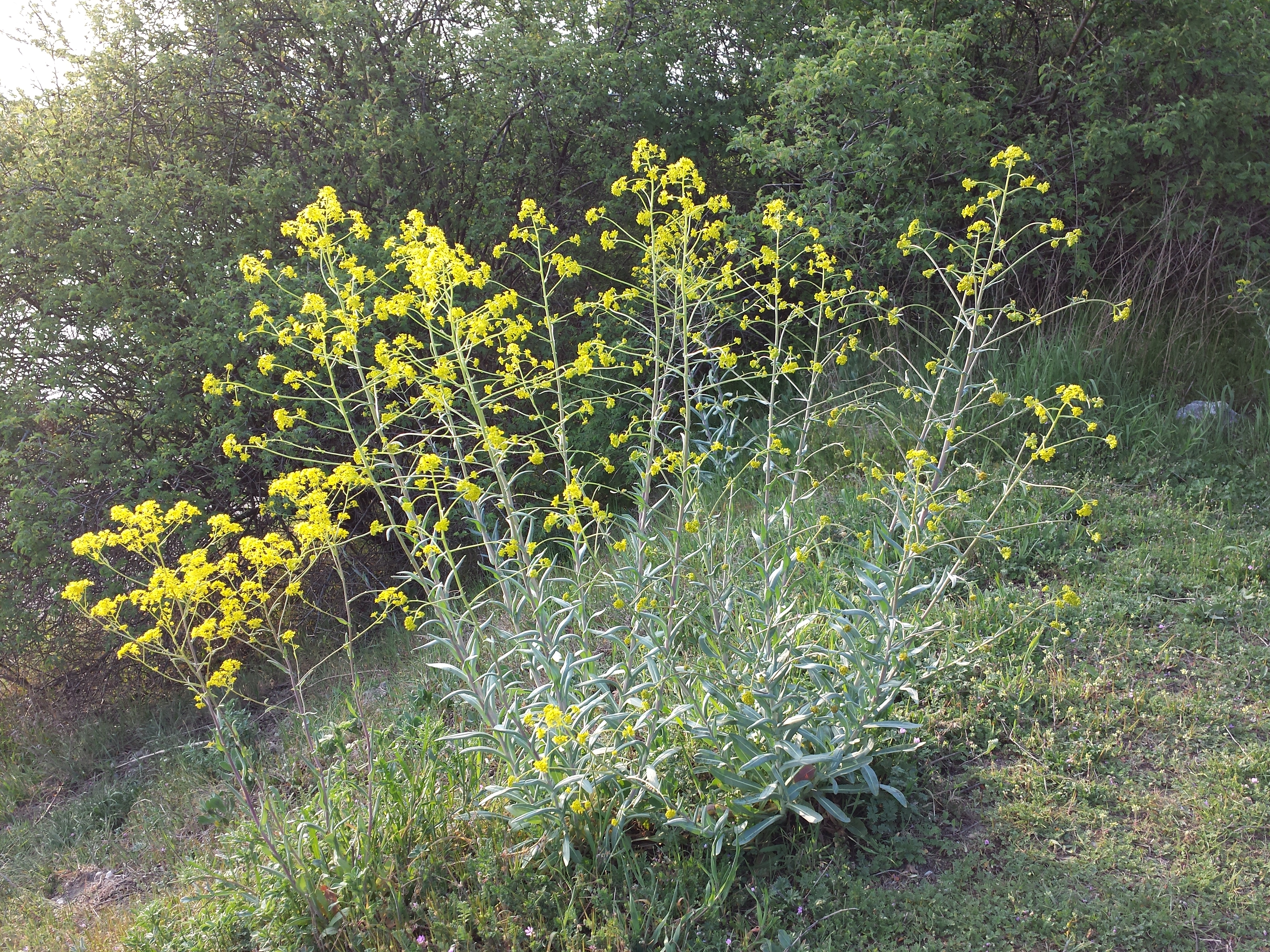
Pokrój urzetu barwierskiego

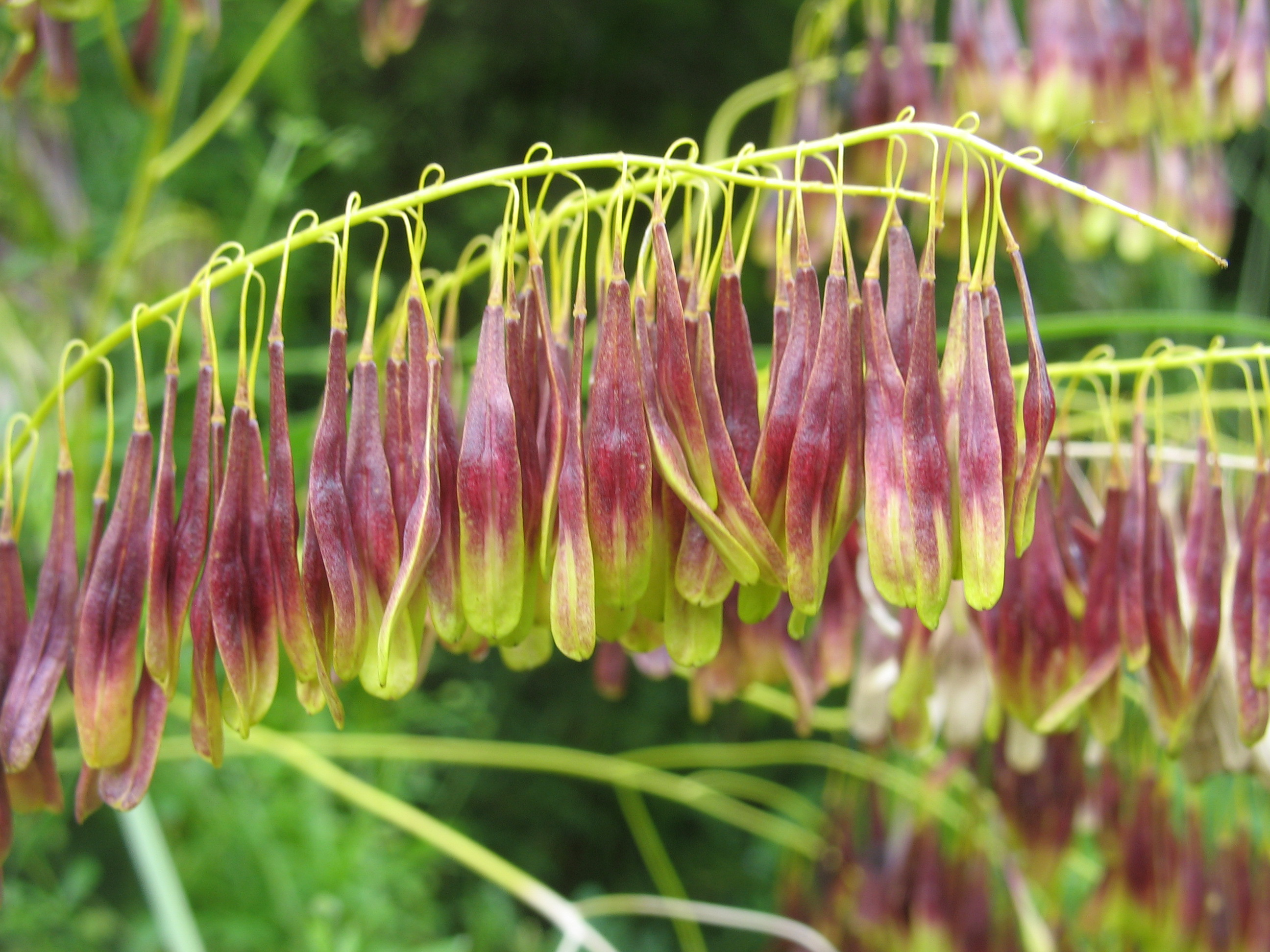
Owoce urzetu barwierskiego

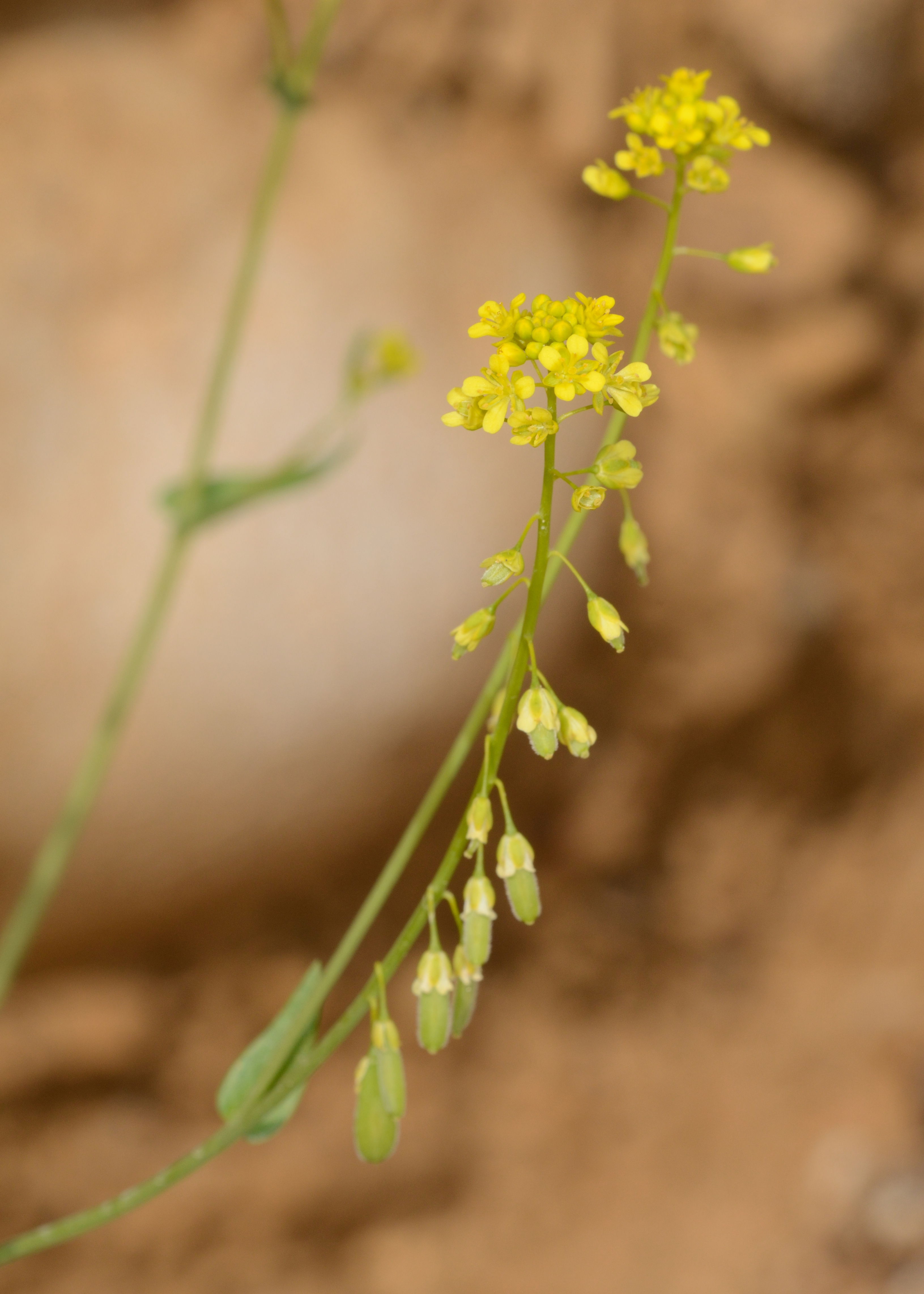
Isatis microcarpa

## Morfologia
PokrójRośliny jednoroczne, dwuletnie i byliny o pędach z reguły nagich, sinawych i osiągających do 1,2 m wysokości. Jeśli włoski są obecne to pojedyncze. Pęd zwykle rozgałęziony tylko w górnej części, łodyga prosto wzniesiona.
LiściePojedyncze, podłużne lub lancetowate, całobrzegie lub ząbkowane. Liście różyczkowe zwykle ogonkowe, czasem klapowane. Liście łodygowe zwykle obejmujące uszkowatą lub strzałkowatą nasadą łodygę.
KwiatyDrobne, zebrane w wielokwiatowe i rozgałęzione grona. Działki kielicha 4, płatki korony 4, żółte, u nasady krótko zwężone. Pręcików 6. Zalążnia górna, ze znamieniem siedzącym.
OwoceJednonasienne łuszczynki kształtu od kulistego do silnie wydłużonego, oskrzydlone, zwykle czerniejące. Budowa dojrzałych owoców pełni kluczową rolę diagnostyczną dla rozróżniania gatunków.

## Systematyka
Pozycja systematyczna według APweb (aktualizowany system APG III z 2009)
Należy do rodziny kapustowatych (Brassicaceae), rzędu kapustowców (Brassicales), kladu różowych (rosids) w obrębie okrytonasiennych (Magnoliophyta). Rodzaj należy do plemienia Isatideae.
Pozycja w systemie Reveala (1993–1999)
Gromada okrytonasienne (Magnoliophyta Cronquist), podgromada Magnoliophytina Frohne & U. Jensen ex Reveal, klasa Rosopsida Batsch, podklasa ukęślowe (Dilleniidae Takht. ex Reveal & Tahkt.), nadrząd Capparanae Reveal, rząd kaparowce (Capparales Hutch.), podrząd Capparineae Engl., rodzina kapustowate (Brassicaceae Burnett), podrodzina Isatidoideae Leurss., plemię Isatideae DC., podplemię Isatidinae Caruel in Parl., rodzaj urzet (Isatis L.).
Wykaz gatunków
- Isatis amani P.H.Davis
- Isatis apennina Ten. ex Grande
- Isatis aptera (Boiss. & Heldr.) Al-Shehbaz, Moazzeni & Mumm.
- Isatis arenaria Azn.
- Isatis armena L.
- Isatis arnoldiana N.Busch
- Isatis aucheri Boiss.
- Isatis biscutellifolia Boiss. & Buhse
- Isatis bitlisica P.H.Davis
- Isatis boissieriana Rchb.f.
- Isatis boreava (E.H.L.Krause) ined.
- Isatis brachycarpa C.A.Mey.
- Isatis brevipes (Bunge) Jafri
- Isatis bullata Aitch. & Hemsl.
- Isatis bungeana Seidlitz
- Isatis buschiana Schischk.
- Isatis buschiorum Hovh.
- Isatis callifera Boiss. & Balansa
- Isatis campylocarpa Boiss.
- Isatis canaliculata (Vassilcz.) V.V.Botschantz.
- Isatis candolleana Boiss.
- Isatis cappadocica Desv.
- Isatis cardiocarpa (Trautv.) Al-Shehbaz, Moazzeni & Mumm.
- Isatis caucasica (Rupr.) N.Busch
- Isatis cochlearis Boiss.
- Isatis constricta P.H.Davis
- Isatis costata C.A.Mey.
- Isatis davisiana H.Misirdali ex P.H.Davis, R.R.Mill & Kit Tan
- Isatis demiriziana H.Misirdali ex P.H.Davis, R.R.Mill & Kit Tan
- Isatis densiflora (Bunge ex Boiss.) D.A.German
- Isatis deserti (N.Busch) V.V.Botschantz.
- Isatis djurdjurae Coss. & Durieu
- Isatis elegans (Boiss.) Hadač & Chrtek
- Isatis emarginata Kar. & Kir.
- Isatis erzurumica P.H.Davis
- Isatis floribunda Boiss. ex Bornm.
- Isatis frigida Boiss. & Kotschy
- Isatis frutescens Kar. & Kir.
- Isatis gaubae Bornm.
- Isatis glastifolia (Fisch. & C.A.Mey.) Al-Shehbaz, Moazzeni & Mumm.
- Isatis glauca Aucher ex Boiss.
- Isatis grammotis Kit Tan
- Isatis grossheimii N.Busch
- Isatis gymnocarpa (Fisch. ex DC.) Al-Shehbaz, Moazzeni & Mumm.
- Isatis harsukhii O.E.Schulz
- Isatis hirtocalyx Franch.
- Isatis huber-morathii P.H.Davis
- Isatis iberica Steven
- Isatis jacutensis (N.Busch) N.Busch
- Isatis karjaginii Schischk.
- Isatis kotschyana Boiss. & Hohen.
- Isatis kozlovskyi Grossh.
- Isatis laevigata Trautv.
- Isatis latisiliqua Steven
- Isatis leuconeura Boiss. & Buhse
- Isatis littoralis Steven
- Isatis lockmanniana Kotschy ex Boiss.
- Isatis lusitanica L.
- Isatis mardinensis P.H.Davis & H.Misirdali
- Isatis maxima Pavlov
- Isatis microcarpa J.Gay ex Boiss.
- Isatis minima Bunge
- Isatis multicaulis (Kar. & Kir.) Jafri
- Isatis oblongata DC.
- Isatis odontogera (Bordz.) D.A.German
- Isatis ornithorhynchus N.Busch
- Isatis pachycarpa Rech.f., Aellen & Esfand.
- Isatis pinnatiloba P.H.Davis
- Isatis platyloba Link ex Steud.
- Isatis praecox Kit. ex Tratt.
- Isatis raimondoi Di Grist., Scafidi & Domina
- Isatis raphanifolia Boiss.
- Isatis reticulata C.A.Mey.
- Isatis rugulosa Bunge ex Boiss.
- Isatis sabulosa Steven ex Ledeb.
- Isatis sevangensis N.Busch
- Isatis sivasica P.H.Davis
- Isatis spatella P.H.Davis
- Isatis spectabilis P.H.Davis
- Isatis steveniana Trautv.
- Isatis stocksii Boiss.
- Isatis subdidyma (N.Busch) V.E.Avet.
- Isatis subradiata Rupr.
- Isatis takhtajanii Avet.
- Isatis taurica M.Bieb.
- Isatis tinctoria L. – urzet barwierski
- Isatis tomentella Boiss. & Balansa
- Isatis trachycarpa Trautv.
- Isatis turcomanica Korsh.
- Isatis undulata Aucher ex Boiss.
- Isatis violascens Bunge
- Isatis zarrei Al-Shehbaz, Moazzeni & Mumm.